# サリチェート
サリチェート（伊: Saliceto）は、イタリア共和国ピエモンテ州クーネオ県にある、人口約1,300人の基礎自治体（コムーネ）。

## 地理

### 位置・広がり
| 隣接するコムーネは以下の通り。括弧内のSVはサヴォーナ県所属を示す。 - カイロ・モンテノッテ (SV) - カメラーナ - チェンジョ (SV) - ゴッタセッカ - モンテゼーモロ |

#### 地震分類
イタリアの地震リスク階級 (it) では、3 に分類される
。

## 姉妹都市
- Saliceto、フランス